# أم الضميران
أم الضميران هي واحدة من المحطات الكبرى على طريق درب زبيدة.تقع المحطة على مسافة 1.5 كيلو مترًا شمال غربي قرية ( سالة ) الحديثة الواقعة شمال شرقي مكة المكرمة في السعودية بحوالي 45 كيلومترًا فوق هضبة منحدرة شمال شرقي وادي اليمانية وجنوب غربي وادي الشامية. تضم المحطة بركتين وقنوات سطحية وقناة أرضية ومباني وقلعتين.

## معرض صور

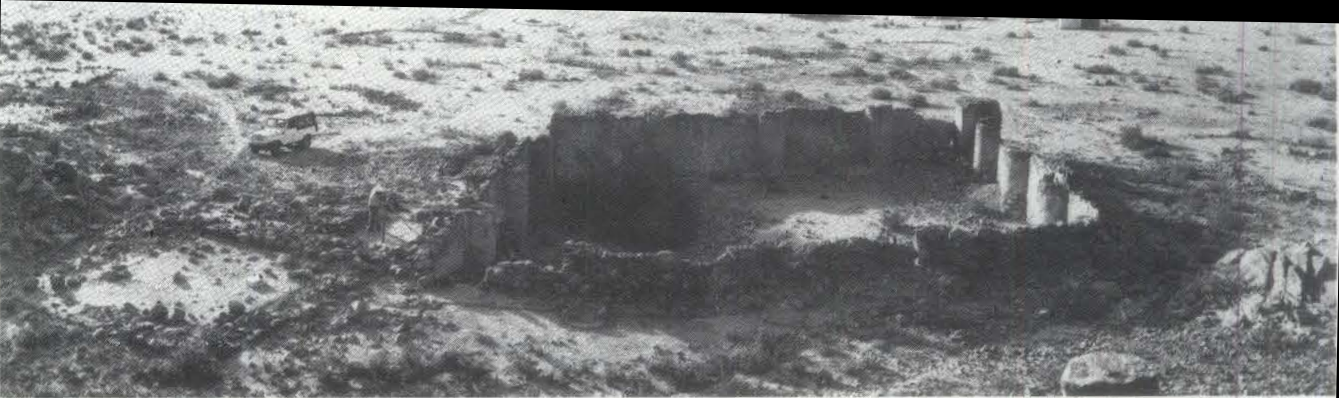
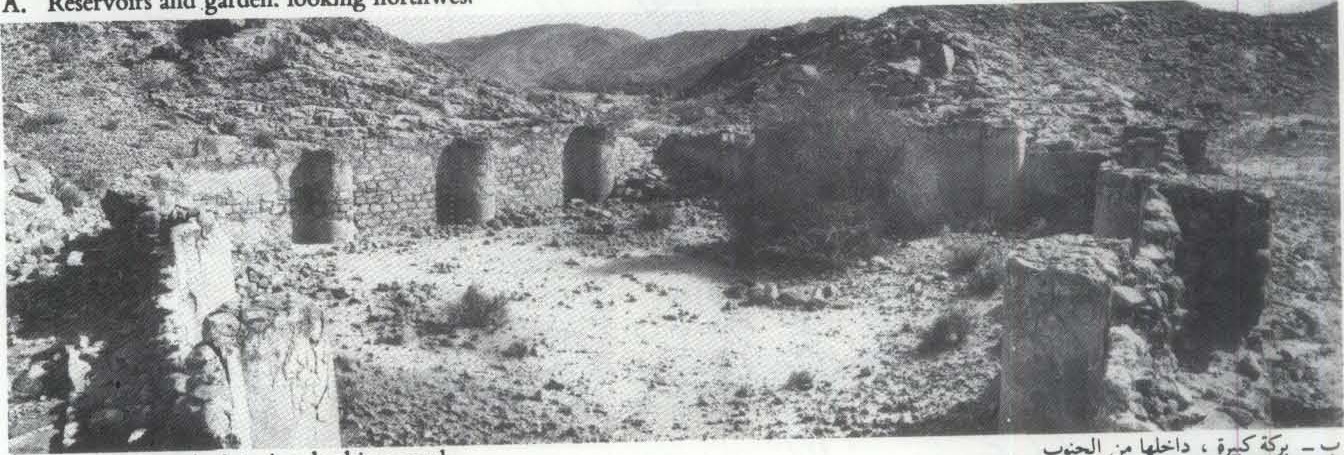
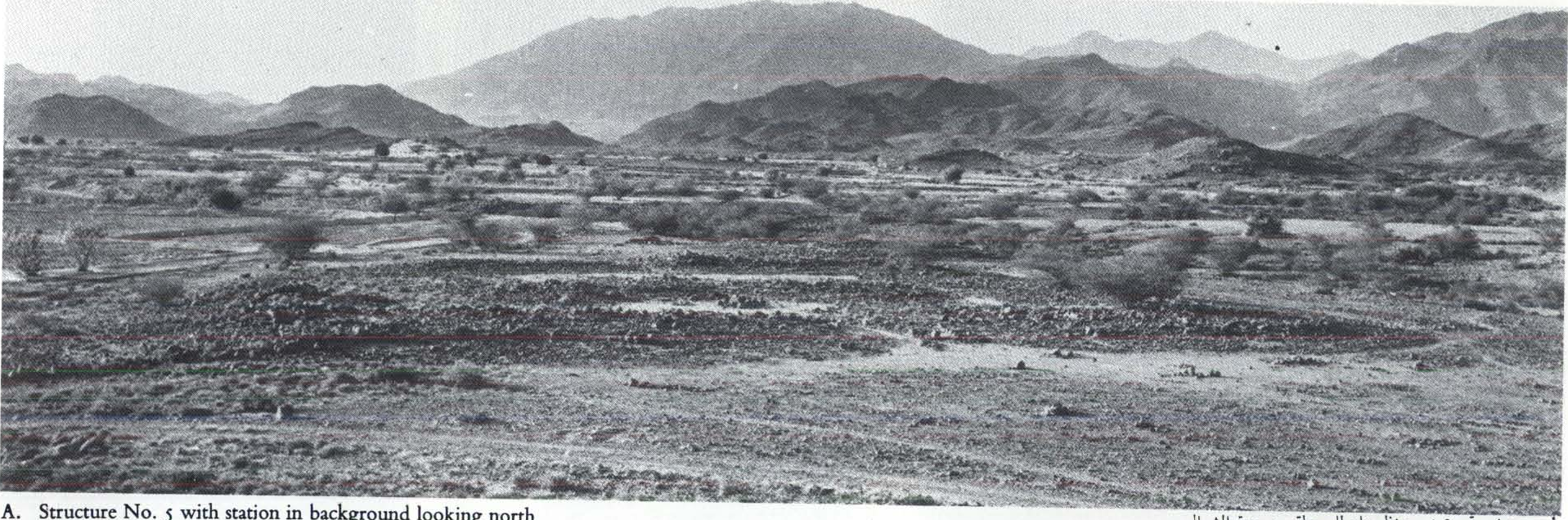
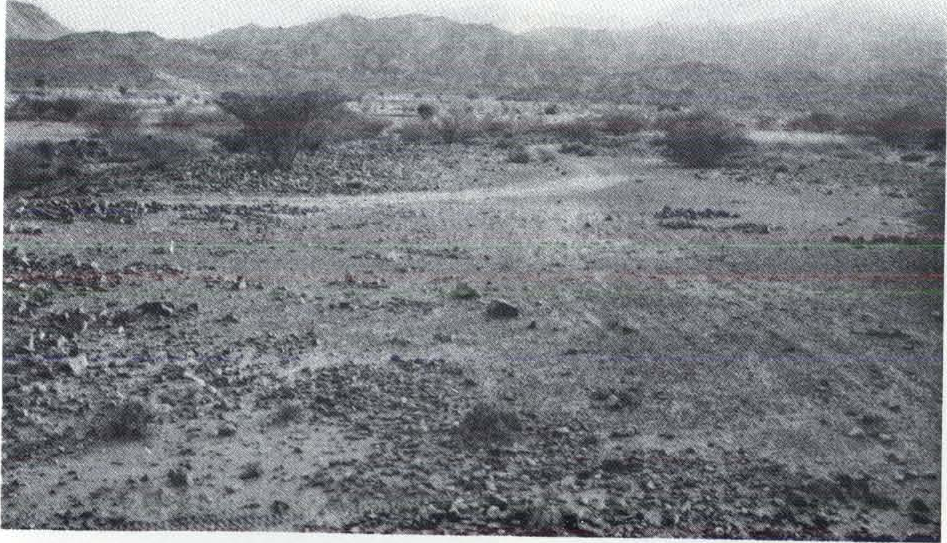
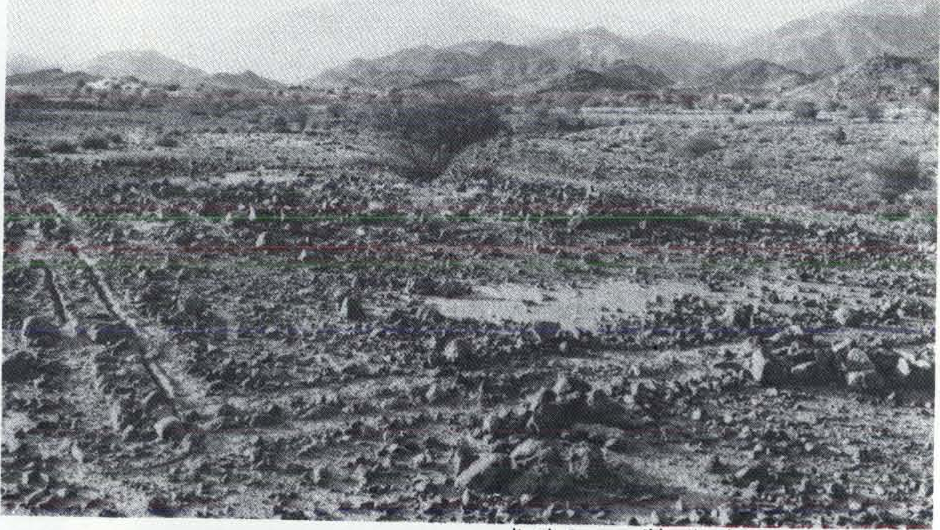